# 静冈英和学院大学短期大学部
静冈英和学院大学短期大学部（日语：／ Shizuoka Eiwa Gakuin Daigaku  Tankidaigakubu *），简称英和短大（えいわたんだい），前静冈英和女学院短期大学（日语：／ Shizuoka Eiwa Jogakuin Tankidaigaku *），是一所位于日本静冈县静冈市骏河区的私立短期大学。

## 概要

### 简介
- 源流成立于1887年[1]。短期大学为于1966年开办[1]、由学校法人静冈英和学院经营、来源于加拿大的新教教会[2]。男女同校[3]、开始招収男学生从2011年[4]。

### 历史
- 1966年 静冈英和女学院短期大学成立并同时设置两个学科即日文科、英文科[1]。
- 1969年 食物科成立。日文科变更为日文学科、英文科变更为英文学科[1]。
- 1972年 专科两专攻即日文专攻、英文专攻成立[1]。
- 1990年 国际教养学科成立[1]。
- 2001年 三个学科即日文学科、英文学科、国际教养学科各自招生最后、次年合并为现代沟通学科[1]。
- 2002年 改校名为静冈英和学院大学短期大学部[1]。
- 2003年 今年3月31日三个学科即日文学科、英文学科、国际教养学科各自正式停办[1]。
- 2011年 开始招収男学生[4]。

### 宪章
- 请参看静冈英和学院大学短期大学部的标志 （页面存档备份，存于） （日語） 2014年1月21日阅览。

## 学校环境
- 校区：在静冈县静冈市骏河区

## 历任校长
- 松本卓夫：第一代短期大学校长[5]。
- 武藤元昭：现在短期大学校长[6]

## 组织

### 学科
- 现代沟通学科
- 食物学科

### 前学科
- 日文学科[注 1]
- 英文学科[注 1]
- 国际教养学科[注 1]

### 专科
| - 日文专攻 - 英文专攻 |

### 业余课程
| - 没有 |

### 附属机关
| - 图书馆 - 语言学中心 |

## 知名校友
- 樱桃子：漫画家

## 相关链接
- 日本短期大学列表
- 静冈英和学院大学
- 东洋英和女学院大学短期大学部：已停办
- 山梨英和短期大学：已停办